# Station Kempit
Kempit is een spoorwegstation in de Indonesische provincie Oost-Java.
Het station ligt aan de spoorlijn Station Kalisat-Station Banyuwangi Baru.